# Movilización estudiantil en China de 1986-1987
La movilización estudiantil en China de 1986-1987 fueron una serie de protestas en varias ciudades chinas desde diciembre de 1986 hasta mediados de enero de 1987. Las manifestaciones comenzaron en la ciudad de Hefei antes de extenderse a otras ciudades como Shanghái y Nankín. El movimiento estuvo fuertemente influenciado por los intelectuales chinos Fang Lizhi y Wang Ruowang, quienes criticaron la falta de reformas políticas del gobierno chino. Las manifestaciones se disiparon rápidamente a mediados de enero antes de lograr cualquiera de sus objetivos declarados. La falta de respuesta de Hu Yaobang, quien era secretario general del Partido Comunista de China en ese momento, resultaría en su destitución del poder el 15 de enero de 1987 y su reemplazo por Zhao Ziyang.

## Antecedentes
Las manifestaciones estudiantiles de 1986 tuvieron lugar en un contexto de dificultades económicas provocadas por una inflación del 16% que provocó grandes aumentos en el costo de vida. También hubo la opinión de que había corrupción dentro del gobierno, lo que dificultaba que las personas sin conexiones salieran adelante, muchas de estas acusaciones de corrupción estaban dirigidas a los hijos de Deng Xiaoping. Durante este tiempo, el profesor de astrofísica y vicepresidente de la Universidad de Ciencia y Tecnología de China, Fang Lizhi estaba dando una serie de conferencias en las universidades de Shanghái y Ningbo en las que animaba a "abrir en todas direcciones", lo que significaba que creía que China debería permitir la libertad académica, libertad de expresión y libertad de prensa que él asoció con Occidente. También afirmó que los derechos en la constitución china deberían ser "derechos reales" y no solamente derechos sobre el papel. Los discursos alentaron a muchos estudiantes a usar su derecho a manifestarse y reunirse para protestar contra el gobierno. Los estudiantes de todo el país pudieron escuchar estos discursos cuando las grabaciones de audio se difundieron por los campus universitarios. En respuesta a estos comentarios, Fang Lizhi fue presionado para que asistiera a una conferencia en la provincia de Anhui, donde fue fuertemente criticado por Wan Li y otros altos funcionarios provinciales por sus comentarios anteriores.

## Eventos
Las manifestaciones comenzaron en la Universidad de Ciencia y Tecnología en la ciudad de Hefei el 5 de diciembre de 1986 en respuesta a las demandas de los estudiantes de nominar a sus propios candidatos para la Asamblea Popular Nacional de China, en lugar de elegir de una lista seleccionada por el gobierno. Desde allí, las protestas se extendieron a otras ciudades como Shanghái, Tianjin, Nakín, Kunming, Hangzhou, Suzhou, Cantón y Pekín. El 19 de diciembre, después de varios días de protestas, el gobierno de Shanghái llamó a la policía y les ordenó usar la fuerza para sacar a los manifestantes, un acto que enfureció a los estudiantes de todo el país. En respuesta a las tácticas del gobierno de Shanghái, los estudiantes de Hefei participaron en una sentada el 23 de diciembre frente al edificio del gobierno municipal de Hefei con la demanda de que el gobierno municipal de Hefei reprenda las acciones del gobierno de Shanghái. Fang Lizhi, quien tuvo una gran influencia entre los estudiantes, trabajó como mediador entre el gobierno y los estudiantes en Hefei y pudo hacer que los estudiantes regresaran a clase y terminaran su sentada con la condición de que los funcionarios de Anhui remitieran las exigencias al gobierno de Shanghái. Según Fang, su participación en este caso fue posteriormente utilizada como prueba por el partido de que él era el que estaba detrás de estas manifestaciones.
Según la socióloga Julia Kwong, las manifestaciones nunca consiguieron un apoyo generalizado; las mayores manifestaciones en Pekín y Shanghái fueron de 30 000 en total y algunas manifestaciones solo se contaron por cientos, como las protestas en Cantón. En total, 150 universidades chinas de 1016 participaron en la manifestación en 17 ciudades, con la participación del 2% de la población estudiantil. Los objetivos de los manifestantes fueron retratados en los medios occidentales como The Washington Post como un movimiento a favor de la democracia, pero los estudiantes tenían muchas otras quejas que tenían poco que ver con la democracia y fueron informadas por los medios de Hong Kong. Estas quejas variaron según el campus; los estudiantes de Pekín protestaron porque las luces se apagaban después de las 11:00, mientras que los estudiantes de Nankín criticaron la inclusión de estudios políticos en su plan de estudios. Los manifestantes también se centraron en el problema de la corrupción en el gobierno, que afectó la capacidad de los estudiantes para obtener empleo y ralentizó el crecimiento económico chino. Algunos de los estudiantes mantuvieron conversaciones con el gobierno, pero fueron en gran medida ineficaces. Los estudiantes de Shanghái no pudieron satisfacer ninguna de sus cuatro demandas después de una reunión de seis horas con el secretario del Partido de Shanghái, Jiang Zemin. A mediados de enero, todas las manifestaciones se habían detenido y los estudiantes regresaron a sus campus.

## Consecuencias
La respuesta de Hu Yaobang a las manifestaciones fue un factor importante para que se viera obligado a renunciar a su puesto de Secretario General el 16 de enero de 1987, ya que Deng Xiaoping lo percibía como demasiado liberal. Fue reemplazado por Zhao Ziyang como secretario general del PCCh. Mientras Fang Lizhi fue despedido de su cargo como vicepresidente de la USTC el 12 de enero de 1987 y posteriormente fue expulsado del partido comunista el 19 de enero. Esto también llevó al lanzamiento de una campaña contra la "liberalización burguesa" a sugerencia de Deng Xiaoping para detener lo que él veía como la liberalización excesiva que había ocurrido bajo Hu Yaobang. La expulsión de Hu Yaobang tendría consecuencias duraderas, ya que los estudiantes utilizaron su expulsión durante las manifestaciones de 1989. Muchos de los estudiantes que participaron en estas manifestaciones continuarían participando en las manifestaciones de 1989.